# Зорка Јанковић
Зорка Јанковић (Беркасово, око 1870 — Земун (вероватно), после 1933) била је друштвено-културна активисткиња, уредница угледних часописа, преводилац и књижевница. Писала је драме и прозу, а своје чланке објављивала је и у угледним часописима, често под псеудонимом Великовецка Мира. Бавила се женским питањем и борила за еманципацију и образовање жена.

## Приватни живот
Зорка Јанковић рођена је 1870. године у Беркасову код Шида, као ћерка општинског бележника. Девојачко презиме јој је било Костић. Завршила је нижу школу, планирајући да настави даље школовање, али се то званично није догодило, већ је, „самостално, аутодидактички стекла лепо образовање”.
После удаје се са мужем, учитељем Александром (Бранком) Јанковићем преселила у сремско село Голубинци. Александар је умро 1908. године и Зорка после његове смрти одлази у Војку, где се запошљава у пошти. По завршетку Првог светског рата преселила се у Земун.
Зорка Јанковић имала је озбиљних здравствених проблема. Њен вид био је слаб, што је вероватно била наследна слабост. Њена породица била је забринута да не ослепи. Почетком 1920. године откривено је да болује од "најопасније плућне болести". Лечила се у Дубровнику.
Тачни подаци о месту и години смрти ове велике жене није позната, али се поуздано зна да је умрла након 1933. године, вероватно у Земуну.

## Активистички рад
Зорка Јанковић је јавним радом почела да се бави по доласку у Голубинце у Добротворној задрузи „Српкиња“. По узору на Савку Суботић изучавала је и бележила фолклорне обичаје Срема. Писала је „фолклористичке цртице“ које је слала Сими Тројановићу, тадашњем управнику Етнографског музеја у Београду. Њен најзначајнији активистички период поклапа се са организовањем изложбе "Српска жена", одржане у Прагу 1910. године. Тада је Зорка изабрана за представницу "свих српских крајева", и чиме је добила признање за свој дотадашњи активистички и књижевни рад, пре свега на пољу скупљања фолкорног наслеђа Срема. О искуству рада на изложби као и о изложеним експонатима писала је у отвореним писмима упућеним Савки Суботић, која су објављена јуна исте године у Бранковом колу.
Исте, 1910. године Зорка Јанковић учествује у оснивању Савеза Српкиња из Војводине и Хрватске, а од 1914. активна је у Народном женском савезу Срба, Хрвата и Словенаца. Једна је од секретарки Одбора Женске заједнице, која 1926. Издаје Правила Народне женске заједнице Краљевине Срба, Хрвата и Словенаца. Од 1928. до 1933. са Јованом Палавестром и Јеленом Демајо уређује лист Глас Народне женске заједнице, који једном месечно излази у Београду.

## Књижевни и преводилачки рад
На почетак њеног књижевног деловања утицала је једна немачка књижевница коју је упознала на путовању. Први књижевни превод Жорка јанковић објавила је 1903. у бечком листу Parlamentar. Био је то превод Змајеве „Песме о песми“. Већину књижевних радова и других текстова објавила је у листовима Женски свет и Бранково коло, а оглашавала се и у листу Радикал др Жарка Миладиновића. Од књижевних радова познати су драмолет „Дечје душе” (који потписује псеудонимом Великовецка Мира) и кратко прозно дело „Госпођа са зеленом мреном”.
Зорка се трудила да кроз свој рад пружи подршку женама, образује их и охрабри. Била је велики борац за женска права. Као резултат истраживачког рада на ту тему изашла је 1913. године њена књига "Женско питање", у којој се бави положајем жена у „прастаром, класичном и новијем добу“, затим се усредсређује на „савремено доба“. Водила је рачуна да сазна и испише све о друштвеним, економским и културним питањима. Потом је изучила положај и могућности женских покрета и организација широм Европе. У наставку се бави женским питањем и женским организацијама и покретима у Француској, Швајацрској, Италији, Белгији, Португалу и Шпанији, Холандији, Шведској, Норвешкој, Данкој, Финској, Исланду, Енглеској и Немачкој. У „Поговору“ (датираном годином 1913) скицира проблематику женског питања код Срба. Др Владислава Полит је писала о важности Зоркине обраде једног таквог феномена, наводећи да је била прва која је то у јавности учинила, понесена тежњом да 20. век буде век ренесансе женског питања.
| „ | Што српска жена до сада није довољно спремна да у великој мери суделује у народним и општим пословима, није ли она томе умногоме, сама крива? Српкиње пренимо се! Дижимо свој глас, крећимо у рад. Не чекајмо да нам се на тањиру, као слатка понуда, доноси храна, потребна да нас снажи за нови живот, него припављајмо саме себе. Ново доба ће нам без пардона, поставити задатак: да се сами бринемо о реорганизацији положаја жена у нашем народу. | ” |

Године 1913. Зорка сарађује на изради књиге „Српкиња, њезин живот и рад, њезин културни развитак и њезина народна умјетност до данас”, али због болести одбија да буде у уредништву. Године 1926. објавила је књигу „Проблем савеза” у којој се бави проблемом умрежавања женских група и покерта.